# Toffifee
 (juillet 2019).
Si vous disposez d'ouvrages ou d'articles de référence ou si vous connaissez des sites web de qualité traitant du thème abordé ici, merci de compléter l'article en donnant les références utiles à sa vérifiabilité et en les liant à la section « Notes et références ».
Toffifee (aux États-Unis, Toffifay) est une marque allemande de bonbons aux caramel de la société allemande de Berlin, August Storck KG.  Les Toffifee sont des tasses à caramel contenant du nougat, du caramel et une noisette, surmontées d'un bouton en chocolat. Elles sont vendues en boîtes de 4, 12, 15, 24, 30, 48 et 96 pièces.
Vendus pour la première fois en Allemagne de l'Ouest en 1973, les Toffifee étaient commercialisés comme un produit "destiné à toute la famille".  En 2016, les Toffifee étaient vendus dans plus de 100 pays.  Aux États-Unis, Toffifee est commercialisé avec l'orthographe alternative "Toffifay" et un autre format d'emballage.  Ailleurs dans le monde, y compris au Canada et en Europe, la marque conserve son orthographe et ses couleurs d'origine.